# مسلة ساو باولو
مسلة ساو باولو أو مسلة ضريح أبطال 32، المعروفة أيضا باسم مسلة إبيرابويرا أومسلة اية ساو باولو هي نصب جنائزي برازيلي يقع في منطقة باركي دو إبيرابويرا في حي فيلا ماريانا، وسط جنوب مدينة ساو باولو.